# Life-sized Portrait
life-sized portrait è il secondo album delle YeLLOW Generation, pubblicato il 10 gennaio 2005.

## L'album
Pubblicato a due anni di distanza dal precedente lavoro, life-sized portrait in parte mantiene lo stile di CARPE DIEM e in parte se ne discosta, assumendo sonorità più vicine al pop rock e al Rock (nel caso della traccia YELLOW). Anticipato dai singoli Utakata (うたかた?), Yozora ni Saku Hana ~eternal place~ (夜空に咲く花~eternal place~?) e Tobira no Mukō e (扉の向こうへ?), l'album supera il successo del precedente CARPE DIEM, dando alla band il successo internazionale (grazie anche alla canzone Tobira no Mukō e, divenuta la seconda ending dell'anime Fullmetal Alchemist). Dopo l'uscita dell'album, vennero estratti anche i singoli YELLOW e Tritoma (トリトマ?), pubblicati il 6 aprile e il 13 luglio 2005.

## Lista tracce
Testi e musiche di Yuki Suzuki, Yūko Asami e Hitomi Watanabe.
1. YELLOW – 4:06
2. Tobira no Mukō e (扉の向こうへ?) – 4:48
3. Utakata (うたかた?) – 4:49
4. Listen! – 4:03
5. Tritoma (トリトマ?) – 5:10
6. Remona-de (レモナーデ?) – 4:20
7. Ano ne... (あのね・・・?) – 5:33
8. Chocolate ~senretsu na ajiwai miwaku no sekai~ (チョコレイト～鮮烈な味わい魅惑の世界～?) – 3:58
9. Yozora ni Saku Hana ~eternal place~ (夜空に咲く花~eternal place~?) – 5:10
10. Shunrai (春雷?) – 5:19
11. Owari no Nai Michi (終わりのない道?) – 5:41
12. Tobira no Mukō e ~FULLMETAL mix~ (扉の向こうへ～FULLMETAL mix～?) – 4:36

## Singoli
- Utakata (14 maggio 2003)
- Yozora ni Saku Hana ~eternal place~ (18 settembre 2003)
- Tobira no Mukō e (28 gennaio 2004)
- YELLOW (6 aprile 2005)
- Tritoma (13 luglio 2005)

## Formazione
- Yuki – voce
- Yūko – voce
- Hitomi – voce